# Sentier de grande randonnée 127
Le sentier de grande randonnée 127 (GR 127), d'une longueur de 93 km, relie deux communes du Pas-de-Calais, la commune de Duisans, à l'ouest d'Arras, et la commune de Dennebrœucq. Ensuite, il propose deux variantes qui cheminent plus à l'ouest : le GR 127A de Dennebrœucq à Doudeauville (42 km) et le GR 127B de Dennebrœucq au réservoir après la ferme de Bergneulles (41 km).
Il rejoint le GR 145 au niveau de la commune d'Amettes. 

## Description
Le GR 127, avec ses deux variantes 127A et 127B, traverse, du sud-est vers le nord-ouest, le département du Pas-de-Calais. En cours de chemin, il rejoint le GR 145 au niveau de la commune d'Amettes.
Le profil du GR 127 varie de 59 m à 193 m,.

## Itinéraire
D'Est en Ouest et uniquement dans le département du Pas-de-Calais, l'itinéraire du GR 127 relie les communes de :
 Duisans
 Marœuil
 Mont-Saint-Éloi
 Carency
 Ablain-Saint-Nazaire
 Sangatte
 Bouvigny-Boyeffles
 Rebreuve-Ranchicourt
 La Comté
 Diéval
 Marest
 Pernes
 Sachin
 Aumerval
 Bailleul-lès-Pernes
 Amettes
 Nédon
 Nédonchel
 Fontaine-lès-Hermans
 Febvin-Palfart
 Fléchin
 Cuhem
 Bomy
 Vincly
 Dennebrœucq